# 揭阳空港经济区
揭阳空港经济区是中国广东省揭阳市下辖的一个开发区，于2013年3月2日挂牌成立，前身为揭阳经济开发试验区，1992年8月由广东省政府批准设立，2003年，再被列为揭阳高新技术产业开发区。管辖砲台、地都、登岗、渔湖四个镇和溪南、凤美、京冈三个街道，面积234平方公里，总人口42.72万人。